# Africa Yearbook
Das Africa Yearbook (Untertitel Politics, Economy and Society South of the Sahara) ist ein vom Arnold-Bergstraesser-Institut (ABI) getragenes Referenzwerk, das jährlich in Kooperation zwischen Herausgebern aus dem ABI und aus Botswana und Ghana im Verlagshaus Brill (Leiden) entsteht.
Das Jahrbuch veröffentlicht landesspezifische Artikel zu innenpolitischen Entwicklungen, Außenpolitik und sozioökonomischen Trends in Subsahara-Afrika während des entsprechenden Kalenderjahres und präsentiert damit jedes Jahr einen aktuellen Überblick über die Ereignisse des vergangenen Jahres. Darüber hinaus sind ein kontinentaler Überblick sowie Subregionalbeiträge (Westafrika, Zentralafrika, Ostafrika, Südliches Afrika) feste Bestandteile. Demographisch bedeutsame Staaten (z. B. Nigeria) werden in deutlich längeren Beiträgen behandelt als kleine Inselstaaten.
Das Africa Yearbook richtet sich an eine breite Leserschaft – Studierende, Wissenschaftler, Politiker, Geschäftsleute und an sonstige Interessierte.
Es ist aus dem Afrika Jahrbuch hervorgegangen, das 17 Jahre lang vom Institut für Afrika-Kunde (heute GIGA Institut für Afrika-Studien) herausgegeben wurde. Ursprünglich waren auch Partner in Leiden und Uppsala beteiligt. Die europäische Vereinigung für Afrikastudien AEGIS war für die Neuausrichtung als englischsprachiges und internationales Referenzwerk von Bedeutung.
Das Africa Yearbook erhielt den Conover-Porter Award 2012 (beste afrikanische Bibliographie oder Referenzwerk).
2024 feierte das Nachschlagewerk sein 20-jähriges Jubiläum, Band 20 behandelt das Jahr 2023.